# Benito Coquet Lagunes
Benito Coquet Lagunes (Laguna) (* 26. August 1915 in Jalapa, Veracruz; † 25. Juli 1993 in Mexiko-Stadt) war ein mexikanischer Politiker des Partido Revolucionario Institucional (PRI), der unter anderem zwischen 1945 und 1946 Präsident des Abgeordnetenhauses (Cámara de Diputados), zwischen 1947 und 1953 Botschafter in Kuba sowie von 1958 bis 1964 Generaldirektor des Instituts für Soziale Sicherheit IMSS (Instituto Mexicano del Seguro Social) war.

## Leben
Benito Coquet Lagunes nahm bereits als Schüler 1930 am Wahlkampf des Präsidentschaftskandidaten José Vasconcelos teil. Nach dem Schulbesuch begann er ein Studium der Rechtswissenschaften und nahm während des Studiums 1934 als Vertreter des Bundesstaates Veracruz am Nationalen Studentenkongress in San Luis Potosí teil. Er war zunächst Vizepräsident sowie zuletzt Präsident des Nationalen Studentenverbandes (Confederación Nacional de Estudiantes) und setzte sich für die Unabhängigkeit der Universität sowie die Freiheit der Lehre ein. Nahm Abschluss seines Studiums erhielt er 1935 seine Zulassung als Rechtsanwalt und war zwischen 1935 und 1939 Staatsanwalt am Obergericht des Bundesstaates (Tribunal Superior de Justicia del Estado). 1940 engagierte er sich im Wahlkampf von Manuel Ávila Camacho, der zwischen 1. Dezember 1940 und dem 30. November 1946 Präsident Mexikos war. Dieser berief ihn 1941 in die Studienkommission des Präsidialamtes (Comisión de Estudios de la Presidencia) und von 1941 bis 1943 zum Leiter der Abteilung Außerschulische Bildung, Ästhetik und Bildende Kunst im Ministerium für öffentliche Bildung (Secretaría de Educación Pública). Während dieser gründete er 1941 das Mexikanische Kindertheater (Teatro Infantil de México).
Am 1. September 1943 wurde Coquet Lagunes für den Partido de la Revolución Mexicana (PRM) Mitglied des Abgeordnetenhauses (Cámara de Diputados), des Unterhauses des Kongresses der Union (Congreso General de los Estados Unidos Mexicanos), und vertrat in diesem bis zum 30. August 1946 in der 39. Legislaturperiode den 11. Wahlbezirk des Bundesstaates Veracruz. Er war zwischen September 1945 und September 1946 Präsident des Abgeordnetenhauses und brachte den Gesetzesentwurf zur Schaffung des Nationalpreises für Wissenschaften und Künste (Premio Nacional de Ciencias y Artes) ein.
Nach seinem Ausscheiden aus dem Parlament war Benito Coquet Lagunes zwischen 1946 und 1947 Leitender Beamter im Innenministerium (Secretaría de Gobernación). Im Anschluss wurde er am 1. August 1947 zum Botschafter in Kuba ernannt und übergab dort am 31. September 1947 als Nachfolger von José Ángel Ceniceros seine Akkreditierung. Er verblieb auf diesem Posten bis zum 10. Februar 1953, woraufhin zunächst Francisco Octavio Navarro Carranza Geschäftsträger sowie am 1. Oktober 1953 Gilberto Bosques sein Nachfolger als Botschafter wurde. Nach seiner Rückkehr wechselte er 1953 ins Präsidialamt und war während der Amtszeit von Adolfo Ruiz Cortines zunächst Unterstaatssekretär sowie daraufhin zwischen 1955 und 1958 Minister im Präsidialamt (Secretario del Presidente de la República). Anschließend löste er 1958 Antonio Ortiz Mena als Generaldirektor des Instituts für Soziale Sicherheit IMSS (Instituto Mexicano del Seguro Social) ab und verblieb in dieser Funktion bis 1964, woraufhin Sealtiel Alatriste Ábrego ihn ablöste. Er war während dieser Zeit auch Präsident der Interamerikanischen Konföderation für soziale Sicherheit (Confederación Interamericana de Seguridad Social) sowie Vizepräsident der Internationalen Vereinigung für soziale Sicherheit.

## Veröffentlichungen
- Ensayo Histórico-político Sobre los Habitantes Indígenas del Estado de Veracruz, 1939
- Notas para una Semblanza de México, 1952
- Unidad independencia. Dos tesis acerca de la convivencia humana, 1960
- La seguridad social en México. Programa nacional de construcción de unidades médicas, sociales y administrativas, 1958–1964, 1964